# Ostatnia przystań
Ostatnia przystań – komiks fantastycznonaukowy autorstwa Marka Szyszki z roku 1986, wydany w dwóch częściach przez wydawnictwo Sport i Turystyka. Druga część ukazała się w 1987 roku; obydwie liczyły nieco ponad 30 stron. Komiks wydano w nakładzie ok. 100 tysięcy sztuk.
Jest jednym z dwóch pierwszych polskich komiksów postapokaliptycznych.

## Fabuła
Mieszkańcy planet Alfa i Beta toczą wojnę, której wynikiem jest ucieczka ocalałych na nową planetę. Alfianie osiedlają się na północy, a Betanie na południu, lecz dzieli ich grawitacyjna anomalia na równiku. Alfianie to elektronicy, a Betanie biolodzy, co prowadzi do różnorodnego rozwoju obu kolonii. Głównymi postaciami są Martin, młody naukowiec, i jego szef, profesor Denios. Martin odkrywa możliwość wybuchu supernowej i wbrew Deniosowi, próbuje przejść na południe, aby zweryfikować obliczenia. 

## Odbiór i analiza
Jest jednym z dwóch pierwszych polskich komiksów postapokaliptycznych (pierwszym o kilka miesięcy jest Tajemnica Kamiennego Lasu Tadeusza Raczkiewicza ze scenariuszem Piotra Ponaczewnego).
W 2021 komiks zrecenzował dla fanzinu Esensja Marcin Osuch. Recenzent ocenił komiks jako "ciekawą opowieść – i do tego dosyć oryginalną jak na ówczesne polskie warunki". Za mocną stronę powieści uznał "mocno zarysowany konflikt między głównymi bohaterami", pisząc, że "po raz pierwszy w polskim komiksie, postaci stojące po tej samej stronie tak mocno różniły się w ocenie sytuacji". Skrytykował natomiast zakończenie ("naiwne, miejscami nijakie, niespinające wątków nakreślonych wcześniej"). Same rysunki Szyszki uznał za przeciętne, pisząc, że choć koncepcja graficzna jest interesująca, same rysunki są raczej niestaranne, co wyjaśnił pisząc, że "sam rysownik przyznał się, że nigdy nie pociągały go klimaty SF". Osuch także zauważył, że być może "w zamyśle autora komiks nie miał być delikatnym manifestem politycznym, w którym Północy rządzonej autorytarnie przez „Radę Pięciu” przeciwstawiane jest Południe z elementami demokracji i trójpodziału władzy".
Komiks doczekał się wznowienia w 2024, w jednym zeszycie, wydanym przez Wydawnictwo Kurc.